# Margny-aux-Cerises
Margny-aux-Cerises é uma comuna francesa na região administrativa de Altos da França, no departamento de Oise. Estende-se por uma área de 4,55 km². Em 2010 a comuna tinha 262 habitantes (densidade: 57,6 hab./km²).